# دونباس (فلم)
دونباس هو فيلم درامي صدرّ عالميًا في 2018 من إخراج سيرجي لوزنيتسا. اُختيرّ الفيلم ليكون الفيلم الافتتاحي ضمن قسم «نظرة ما» في مهرجان كان السينمائي 2018. خلال المهرجان، فاز لوزنيتسا بجائزة نظرة ما لأفضل مخرج، بالإضافة إلى جائزة الهرم الفضي في مهرجان القاهرة السينمائي الدولي الأربعين. كما اُختير باعتباره المتباري الأوكراني لأفضل فيلم بلغة أجنبية في حفل توزيع جوائز الأوسكار الحادي والتسعون، لكنه لم يُرشّح. وقد صورّ الفيلم في كريفي ريه، على نحو 300 كم غرب دونيتسك. وخلال مهرجان الفيلم الدولي الهندي التاسع والأربعين، حصلّ على جائزة أفضل فيلم: جائزة الطاووس الذهبي.

## الحبكة
تدور مقاطع الفيلم الثلاثة عشر عن صراع منتصف 2010 بين أوكرانيا وجمهورية دونيتسك الشعبية المدعومة من روسيا.

## الاستقبال

### آراء النقاد
حصل دونباس على نسبة استحسان تبلغ 90٪ من مراجعة موقع روتن توميتوز، بناءً على 40 مراجعة ومتوسط تقييم 7.30/.10 يُشير الإجماع النقدي للموقع على أنه «عنيف بوحشية ومصور ببراعة، يصور دونباس قسوة الإنسان بكفاءة عميقة». كما حصل على تصنيف 74 من أصل 100 في ميتاكريتيك، بُناءً على 7 نقاد، مما يشير إلى «مراجعاته الإيجابية عامةً».

### الجوائز
فاز لوزنيتسا بجائزة نظرة ما لأفضل مخرج في مهرجان كان السينمائي 2018. كما فاز بالهرم الفضي، المعروف أيضًا باسم جائزة لجنة التحكيم الخاصة لأفضل مخرج، في مهرجان القاهرة السينمائي الدولي الأربعين، مناصفةً مع المخرج التايلاندي فوتيفونغ آرونفينغ عن فيلم مانتا راي.

## وصلات خارجية
- الموقع الرسمي
- دونباس  في قاعدة بيانات الأفلام على الإنترنت (بالإنجليزية)
- دونباس (فلم) في موقع ميتاكريتيك.
- دونباس (فلم) في روتن توميتوز.